# Vincenzo Boni
Vincenzo Boni (Napoli, 1º marzo 1988) è un nuotatore italiano.

## Biografia
Nato a Napoli, Vincenzo è affetto dalla sindrome di Charcot MarieTooth, una sindrome neurologica ereditaria a carico del sistema nervoso periferico, da quando aveva 6 anni, età in cui ha iniziato a nuotare.
Tesserato per il Caravaggio Sporting Village, mostra fin da subito doti sorprendenti, esordendo in una competizione internazionale ad aprile 2015 al Meeting internazionale di Berlino dove sigla il suo primo record del mondo.
Nel marzo 2016 entra a far parte del Gruppo Sportivo Forestale, ed in seguito al suo smantellamento passa, nel 2017, al Gruppo sportivo della Polizia di Stato, le Fiamme Oro.
Nel 2016 partecipa alla sua prima Paralimpiade, a Rio de Janeiro, vincendo la medaglia di bronzo sui 50m dorso. Grazie a questo prestigioso risultato su iniziativa del Presidente della Repubblica Sergio Mattarella riceve l'onorificenza di Cavaliere della Repubblica.
Nel 2017 diventa il primo atleta paralimpico italiano ad entrare nel team Speedo divenendone testimonial.
È protagonista di un video-documentario, Phylum, vincitore per la categoria "Diversamente uguali" al BCT (Benevento Cinema e Televisione) Festival 2017.
Nominato dal presidente del Comitato Italiano Paralimpico, fa parte degli Ambasciatori dello Sport Paralimpico, un gruppo di atleti d'élite il cui compito è portare la propria testimonianza sportiva e professionale nelle scuole e nelle unità spinali.
È ambasciatore di Fondazione Telethon, in quanto sostiene da sempre la ricerca scientifica contro le malattie genetiche rare.
Nel 2018 si è laureato in Culture Digitali e della Comunicazione presso l'università Federico II di Napoli.
Viene nominato portabandiera per la spedizione Londinese in occasione dei mondiali di Londra 2019, e ciò sarà di buon auspicio per la delegazione azzurra che chiuderà il mondiale prima nel medagliere, per la prima volta nella sua storia.
A febbraio 2021 entra a far parte come lavoratore dipendente della multinazionale Accenture presso la sede di Napoli.
Ad aprile 2021 viene eletto Rappresentante degli Atleti in Consiglio Nazionale CIP.
Nel marzo 2022 riceve la nomina ad Ambasciatore del Corpo Italiano di San Lazzaro.
Il 2024 si conclude nel migliore dei modi, su iniziativa del Presidente della Repubblica Sergio Mattarella riceve l'onorificenza di Ufficiale della Repubblica.

## Carriera
È tesserato per il Caravaggio Sporting Village, società presso cui inizia a nuotare in ambito paralimpico nel 2014, disputando competizioni a livello nazionale nello stesso anno. Fin da subito mostra doti sorprendenti, ed in solo un anno conquista la nazionale esordendo in una competizione internazionale ad aprile 2015 al Meeting internazionale di Berlino dove sigla il suo primo record del mondo, ottenendo la qualificazione ai Mondiali di Glasgow di quell'anno.

### Campionati del Mondo IPC di Glasgow 2015
Viene convocato per il suo primo Mondiale in scena a Glasgow (13-19 Luglio 2015), dove esordisce con una medaglia di bronzo sui 200m stile libero, aggiungendo poi al bottino finale la medaglia d'argento nei 50m dorso e una di bronzo nei 50m stile libero.

### Campionati Europei IPC di Funchal 2016
Nel maggio 2016 partecipa ai Campionati Europei di Funchal (1-7 Maggio 2016), dove conquista 5 medaglie: l'oro nei 50m dorso, l'argento nei 50 m stile libero, e doppio argento nella staffetta mista 4x50 e nella staffetta 4x50 stile libero; chiude ottenendo il bronzo nei 200 m stile libero.

### Giochi Paralimpici di Rio de Janeiro 2016
Convocato alla sua prima Paralimpiade a Rio 2016 (7-18 Settembre 2016), vince la medaglia di bronzo nei 50 m dorso. Partecipa alla staffetta 4x50 stile libero 20 pt, che chiude quarta, dove contribuisce a stabilire il nuovo record italiano.
Nella gara dei 200 m stile libero chiude al 4º posto, migliorando il record italiano, già suo, di 3 secondi.

### Campionati del Mondo IPC di Città del Messico 2017
Viene convocato per i Campionati Mondiali di Nuoto Paralimpico di Città del Messico in programma dal 30 settembre al 6 ottobre.
Causa Terremoto con epicentro proprio a Città del Messico, la competizione viene annullata e spostata al 2-7 Dicembre dello stesso anno.
La spedizione Messicana risulterà fruttifera, torna infatti a casa con 3 medaglie, 1 argento nei 50m dorso e due bronzi, nei 50 stile libero e 200 stile libero, contribuendo al medagliere finale che vede l'Italia chiudere terza.

### Campionati Europei IPC di Dublino 2018
Ai Campionati Europei di Dublino (13-19 Agosto 2018) sale sul gradino più alto del podio in tutte le sue gare, vincendo l'oro nei 50 dorso, 50 stile libero e 200 stile libero.
Con le sue medaglie aiuta l'Italia a raggiungere il prestigioso risultato di piazzarsi seconda nel medagliere ad un campionato europeo. con 74 medaglie (28 ori, 24 argenti, 22 bronzi).

### Campionati del Mondo IPC di Londra 2019
I Campionati Mondiali del 2019 di Londra hanno un sapore agrodolce. Viene nominato portabandiera per la spedizione Londinese, e ciò sarà di buon auspicio per la delegazione azzurra che chiuderà il mondiale prima nel medagliere, per la prima volta nella sua storia. Sul piano agonistico personale conclude i campionati con un 4º posto come miglior piazzamento sui 200 stile libero, oltre che un 5º posto nei 50 dorso, e 5º posto nei 50 stile libero.

### Campionati Europei IPC di Madeira 2021
Nel maggio 2021 partecipa ai Campionati Europei di Madeira (Portogallo), dove conquista 3 medaglie: Argento 50m dorso, Argento 200m stile libero, Bronzo 50m stile libero, contribuendo alla vittoria da parte dell'Ital-nuoto paralimpica del medagliere finale Open.

### Giochi Paralimpici di Tokyo 2020 (2021)
Viene convocato e prende parte alla sua seconda Paralimpiade, a Tokyo (25 Agosto - 5 Settembre 2021).
Nonostante le buone prestazioni non va oltre il 7ºposto nei 50m stile libero, e 5° nei 50m dorso e 200m stile libero.

### Campionati del Mondo IPC di Madeira 2022
Prende parte ai Campionati Mondiali di Nuoto Paralimpico di Madeira (Portogallo) in programma dal 12 Giugno al 18 Giugno.
Conquista 2 medaglie: Argento nei 100m stile libero e bronzo nei 200m stile libero contribuendo alla vittoria da parte dell'Italia del medagliere finale.

### Campionati del Mondo IPC di Manchester 2023
Nel corso dei Campionati Mondiali di Nuoto Paralimpico di Manchester (31 Luglio - 6 Agosto 2023) riesce ad andare a podio in tutte le gare disputate, ottenendo un Argento sui 200 stile libero, e due medaglie di bronzo rispettivamente sui 50 dorso e 100 metri stile libero.
Con le sue medaglie contribuisce alla vittoria dell'Italia, per la terza volta, del medagliere finale.

### Campionati Europei IPC di Madeira 2024
Aprile 2024, partecipa ai Campionati Europei di Madeira (Portogallo), dove conquista 1 medaglia di bronzo in staffetta 4x50 mista mista.

### Giochi Paralimpici di Parigi 2024
Viene convocato e prende parte alla sua terza Paralimpiade, a Parigi (29 Agosto - 8 Settembre 2024).
Sfiora il podio nei 50m dorso arrivando quarto, termina poi al 7ºposto nei 50m stile libero, e 6° nei 200m stile libero.

## Primati personali
È campione italiano in carica sui 50 m stile libero, 100 m stile libero, 200 m stile libero e 50 m dorso, dove detiene i rispettivi record italiani.
Al Meeting di Berlino del 2016 stabilisce il record europeo nei 50 m dorso (45"46) e il record mondiale nei 100 m dorso (1'38"43).
Ai Campionati Italiani invernali di Portici (1-2 Aprile 2017), sigla i nuovi record del Mondo in vasca corta sui 50m dorso, 50m stile libero e 100m stile libero.
Durante i Campionati Italiani in vasca corta (1-2 Dicembre 2018) a Loano (SV) sigla il nuovo primato mondiale sui 100m dorso S3 in vasca corta con il tempo di 1'45'96.

## Palmarès
| Giochi paralimpici             | 50 m st libero S3 | 100 m st libero S3 | 200 m st libero S3 | 50 m dorso S3 | 4x50 m st. libero 20 pts | 4x50 m mista 20 pts |
| 2016 Rio de Janeiro Brasile    | 5º 47"32          | ---                | 4º 3'30"02         | Bronzo 46"67  | 4º 2'33"16               | ---                 |
| 2020 Tokyo Giappone            | 7° 47''68         | ---                | 5° 3'32''40        | 5° 47"86      | ---                      |                     |
| 2024 Parigi Francia            | 7º 50"95          | ---                | 6º 3'44"03         | 4º 50"73      | ---                      | ---                 |
|                                |                   |                    |                    |               |                          |                     |
| Campionati mondiali IPC        | 50 m st libero S3 | 100 m st libero S3 | 200 m st libero S3 | 50 m dorso S3 | 4x50 m st. libero 20 pts | 4x50 m mista 20 pts |
| 2015 Glasgow Scozia            | Bronzo 48"45      | ---                | Bronzo 3'41"96     | Argento 48"41 | 4º 2'37"95               | ---                 |
| 2017 Città del Messico Messico | Bronzo 46"71      | ---                | Bronzo 3'35"06     | Argento 47"86 | ---                      | ---                 |
| 2019 Londra Regno Unito        | 5º 47''97         | ---                | 4º 3'33''75        | 5º 49''28     | ---                      | ---                 |
| 2022 Funchal Portogallo        | 5º 48''49         | Argento 1'41"83    | Bronzo 3'34"16     | 4º 48''58     |                          |                     |
| 2023 Manchester Regno Unito    | ---               | Bronzo 1'42"22     | Argento 3'37"70    | Bronzo 48"95  |                          |                     |
| Campionati europei IPC         | 50 m st libero S3 | 100 m st libero S3 | 200 m st libero S3 | 50 m dorso S3 | 4x50 m st. libero 20 pts | 4x50 m mista 20 pts |
| 2016 Funchal Portogallo        | Argento 45"92     | ---                | Bronzo 3'33"03     | Oro 45"94     | Argento 2'33"61          | Argento 2'47"74     |
| 2018 Dublino Irlanda           | Oro 47"04         | ---                | Oro 3'31"38        | Oro 48"76     | ---                      | ---                 |
| 2021 Funchal Portogallo        | Bronzo 47"68      | ---                | Argento 3'30"79    | Argento 47"43 | ---                      | ---                 |
| 2024 Funchal Portogallo        | 7º 49"06          | ---                | 7º 3'51"01         | 4º 49"14      | ---                      | Bronzo 2'53"58      |

## Premi e riconoscimenti
- Nuotatore paralimpico dell'anno: 2017
- Premio Napoli Cultural Classic (categoria sport): 2017[32]
- Oscar dello sport 2017[33]
- 23º Premio nazionale della Solidarietà "Guido Scocozza" (2018)[34]
- Vesuvio d'oro: 2018[35]
- XXXV Premio Internazionale Città di Napoli (2021)